# الشرطة الاتحادية (ألمانيا)
الشرطة الاتحادية الألمانية (Bundespolizei أو BPOL) هي وكالة تطبيق القانون الوطنية والرئيسية الاتحادية من الحكومة الاتحادية الألمانية ، كونها تتبع وزارة الداخلية الاتحادية والبناء والمجتمع وتدعى في اللغة الألمانية Bundesministerium des Innern, für Bau und Heimat اختصارا(BMI) الشرطة الاتحادية هي المسؤولة في المقام الأول عن حماية الحدود والسكك الحديدية والطيران / الأمن الجوي. بالإضافة إلى ذلك، فإن الوكالة مسؤولة، من بين مهام أخرى، عن حماية الهيئات الدستورية الاتحادية . هناك شرطة التنبيه الاتحادية ووحدة الشرطة الخاصة بمجموعة مكافحة الإرهاب GSG 9 ، والتي يمكن استخدامها أيضًا لدعم الولايات الاتحادية في ألمانيا.  وفي الوقت نفسه، تخضع قوات الشرطة العادية لإدارة الولايات الألمانية الذاتية وتُعرف باسم شرطة الولاية. بالإضافة إلى الشرطة الاتحادية، يوجد المكتب الاتحادي للشرطة الجنائية وشرطة البرلمان الألماني كسلطات شرطة أخرى على المستوى الاتحادي .
كانت الشرطة الاتحادية تدعى سابقا حرس الحدود الاتحادي الألماني اختصارا (BGS) حتى عام 2005، والتي تم تأسيسها في عام 1951 وكان دورها أكثر تقييدا. قامت حرس الحدود الاتحادي الألماني آنذاك بدمج شرطة السكك الحديدية الألمانية الغربية السابقة (في عام 1992) ، والتي كانت سابقًا قوة مستقلة، وشرطة النقل الألمانية الشرقية سابقا (في عام 1990). قبل عام 1994 ، كان أعضاء حرس الحدود الاتحادي الألماني يتمتعون أيضًا بوضع المقاتل العسكري نظرًا لأساسهم التاريخي ودورهم في حرس الحدود في ألمانيا الغربية. في يوليو 2005 ، تم سن القانون الذي أعاد تسمية حرس الحدود الاتحادي الألماني إلى الشرطة الاتحادية.

## المهام
لدى الشرطة الاتحادية المهام التالية:
- أمن الحدود ليشمل مراقبة جوازات السفر (فقط على الحدود مع الدول غير الأعضاء في الاتحاد الأوروبي قبل سبتمبر 2015) وتوفير خدمات خفر السواحل الاتحادي الألماني على طول 700 كيلومتر (430 ميل) من الساحل في ألمانيا .
- تأمين النقل في المطارات الدولية وعلى السكك الحديدية الألمانية.
- توفير حراس الجو (أو السماء) .
- توفير قوات مجموعة مكافحة الإرهاب.
- توفير شرطة مكافحة الشغب الألمانية كقوة استجابة متنقلة للحكومة الاتحادية لأحداث واضطرابات الأمن الداخلي.
- حماية المباني الاتحادية مثل قصر بيليفو، وهو مقر إقامة رئيس ألمانيا؛ كما أنها تحمي أعلى محكمتين في ألمانيا، كلاهما في كارلسروه :
  - المحكمة الدستورية الاتحادية
  - محكمة العدل الاتحادية
- دعم البعثات الشرطية الدولية للأمم المتحدة والاتحاد الأوروبي في كوسوفو والسودان وليبيريا وأفغانستان وقطاع غزة ومولدوفا وجورجيا .
- توفير الأمن الداخلي لبعض السفارات الألمانية.
- تقديم خدمة الإسعاف جوي والإنقاذ بطائرات الهليكوبتر .

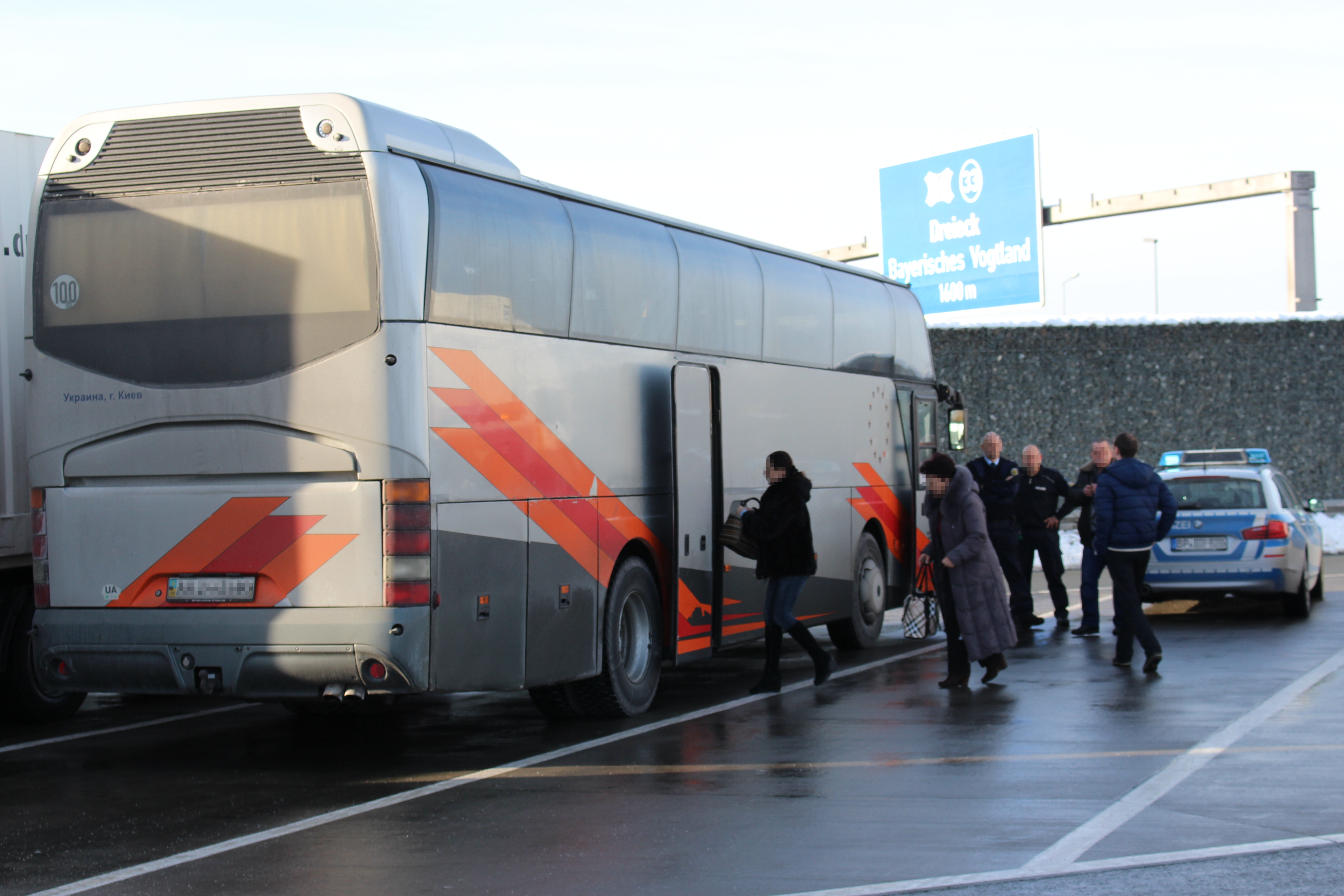
توقف وبحث على الطريق السريع: الشرطة الاتحادية تفحص حافلة سفر في محطة استراحة قبالة الطريق الاتحادي السريع رقم تسعة.

يمكن أيضًا استخدامإن الشرطة الاتحادية لتعزيز شرطة الولاية إذا طلبت ذلك حكومة الولاية. تحتفظ الشرطة الاتحادية بقوات الاحتياط هذه للتعامل مع المظاهرات أو الاضطرابات أو حالات الطوارئ الكبرى، مكملة لقدرات وحدات دعم العمليات الحكومية . تتوفر العديد من المفارز المدربة تدريباً عالياً لحالات الأزمات التي تتطلب سيارات مصفحة أو خراطيم مائية أو معدات خاصة أخرى.
يقوم محققو الشرطة الاتحادية بإجراء تحقيقات جنائية فقط في نطاق اختصاصها ؛ وبخلاف ذلك، تُحال القضايا إلى قوة شرطة الولاية المناسبة أو إلى وكالة التحقيق الجنائي الاتحادي، الشرطة الجنائية الاتحادية (اختصارا BKA).

### استعادة مهام مراقبة الحدود على جميع الحدود (2015)
في ليلة 13 سبتمبر 2015 ، أعادت ألمانيا من جانب واحد فرض ضوابط على الحدود ، بموجب أحكام الطوارئ لاتفاقية شنغن، بسبب أزمة المهاجرين الأوروبية لعام 2015 التي طغت على الموارد المتاحة في ألمانيا، وإنفاذ القانون وغير ذلك. تم وضع ضوابط الحدود المؤقتة اسميًا في البداية فقط على الحدود مع النمسا، ولكن بحلول اليوم التالي (الاثنين 14 سبتمبر 2015) تم وضعها على جميع الحدود مع الدول الأعضاء في الاتحاد الأوروبي. في نفس اليوم، بدأت النمسا وأعضاء الاتحاد الأوروبي الآخرون الذين كانوا جزءًا من منطقة شنغن في وضع ضوابط حدودية خاصة بهم (من المفترض مرة أخرى أن تكون مؤقتة) ردًا على تصرفات ألمانيا.
يجب أن يتم فرض ضوابط الحدود الألمانية الجديدة بشكل أساسي من قبل شرطة الولاية في تلك الولايات الألمانية المتاخمة للحدود الخارجية، وعلى وجه الخصوص من قبل الشرطة الاتحادية.

## القوة
تتكون الشرطة الاتحادية اعتبارًا من 1 سبتمبر 2020 من 51315 موظفًا:
- 34670 موظف مدرب تدريباً كاملاً على تطبيق القانون
- 8215 مرشحا
- 8430 من أفراد الدعم المدنيين بأجر (غير المسلحين) [4]

## التنظيم

شعار الشرطة الاتحادية Bundespolizei

يؤدي المقر الوطني للشرطة الاتحادية في بوتسدام جميع وظائف التحكم المركزية. ثمانية مقار إقليمية (BPOL- Direktion ) تتحكم في محطات الشرطة الاتحادية وتقوم بمهام شرطة السكك الحديدية وحماية الحدود. تتوافق مجالات المسؤولية هذه مع حدود الدولة الاتحادية التي لم تكن تفعلها قبل 1 مارس 2008.
المقار الإقليمية هي كما يلي:
- مقر باد برامشتيت يغطي كل من شلسفيغ هولشتاين ومكلنبورغ فوربومرن.
- مقر هانوفر يغطي بريمن وهامبورغ وساكسونيا السفلى .
- مقر زانكت آوغستين يغطيشمال الراين-وستفاليا.
- مقر كوبلنز يغطي سارلاند وراينلاند بالاتينات وهسن .
- مقر شتوتغارت يغطي ولاية بادن فورتمبيرغ .
- مقر ميونخ يغطي بافاريا .
- مقر بيرنا يغطي ساكسونيا وساكسونيا أنهالت وتورينغن
- مقر برلين يغطي برلين وبراندنبورغ .

كل من هذه المقرات الإقليمية لديها قسم تحقيق ووحدة تفتيش ومراقبة متنقلة. علاوة على ذلك، فإنهم يتحكمون في 67 محطة تفتيش للشرطة الاتحادية (BPOL- Inspektion ) والتي بدورها تتحكم في مراكز الشرطة الاتحادية أو الدوائر الموجودة في الأماكن التي تتطلب وجودًا على مدار 24 ساعة من قبل ضباط الشرطة الاتحادية.
إن المقر الخاص هو المسؤول عن مطار فرانكفورت الدولي .تقع المدرسة المركزية للتدريب المتقدم والمهني في لوبيك وتسيطر على مدارس التدريب الأساسية الست في:
1. سويستال
2. نويشتريليتز
3. أورلينباخ
4. فالزروده
5. إشفيغه
6. بامبرغ .

كما أنه مسؤول عن مدرسة الرياضة للشرطة الاتحادية في باد إندورف ومشروع رياضي تنافسي في كينباوم بالقرب من برلين. تتخصص المدرسة الرياضية في أحداث الرياضات الشتوية وقد دربت العديد من كبار المتزلجين والمتزلجيات في ألمانيا مثل كلوديا بيشستين .
تسيطر المديرية المركزية لشرطة مكافحة الشغب الاتحادية على الدعم المحمول وكتائب الرد السريع الموجود في بايرويت ، في دغندورف، بلومبرغ (قرب برلين)، هونفلد ، أويلتسن ، دودرشتات ، سانكت أوجستين ،باد بيرغتسابرن ، باد دوبن وراتسهبورغ . زاد عدد وحدات شرطة مكافحة الشغب الألمانية في مارس 2008 من 28 إلى 29 وهذه الفصائل تشكل ما يعادل تقريبًا 25٪ من وحدات دعم الشرطة الألمانية. 

### وحدات الشرطة الاتحادية الخاصة
توجد أيضًا الوحدات الخاصة التالية:
- مجموعة الطيران التابعة للشرطة الاتحادية Aviation Group وهي تتبع مباشرة للمقر الرئيسي للشرطة الاتحادية في بوتسدام. ويسيطر على أسراب الطائرات الخمسة المنتشرة في أنحاء البلاد والتي تشغل قوات المروحيات. تقع هذه الأشراب في:
  1. فوهليندورف ، شليسفيغ هولشتاين (الشمال، مع مطار الأقمار الصناعية في غيفهورن)
  2. بلومبرغ (الشرق)
  3. فولداتال (الوسط)
  4. أوبرشلآيسهآيم (الجنوب)
  5. و زانكت آوغستين (الغرب).

تشمل واجباتها ؛ مراقبة الحدود، ومراقبة المنشآت التابعة لشركة السكك الحديدية الألمانية، والمساعدة في الحوادث والكوارث الخطيرة في ألمانيا وخارجها، والبحث عن الأشخاص المفقودين، والبحث عن المجرمين الهاربين، ودعم قوات شرطة الولايات الاتحادية ، وتوفير النقل للأشخاص المعرضين لأمنهم للخطر توفير وسائل النقل لضيوف الحكومة الاتحادية، ودعم السلطات الاتحادية وسلطات الولايات، وتقديم خدمات البحث والإنقاذ الجوي بالتنسيق مع مراكز الإنقاذ الجوي الـ 12 في جميع أنحاء ألمانيا.

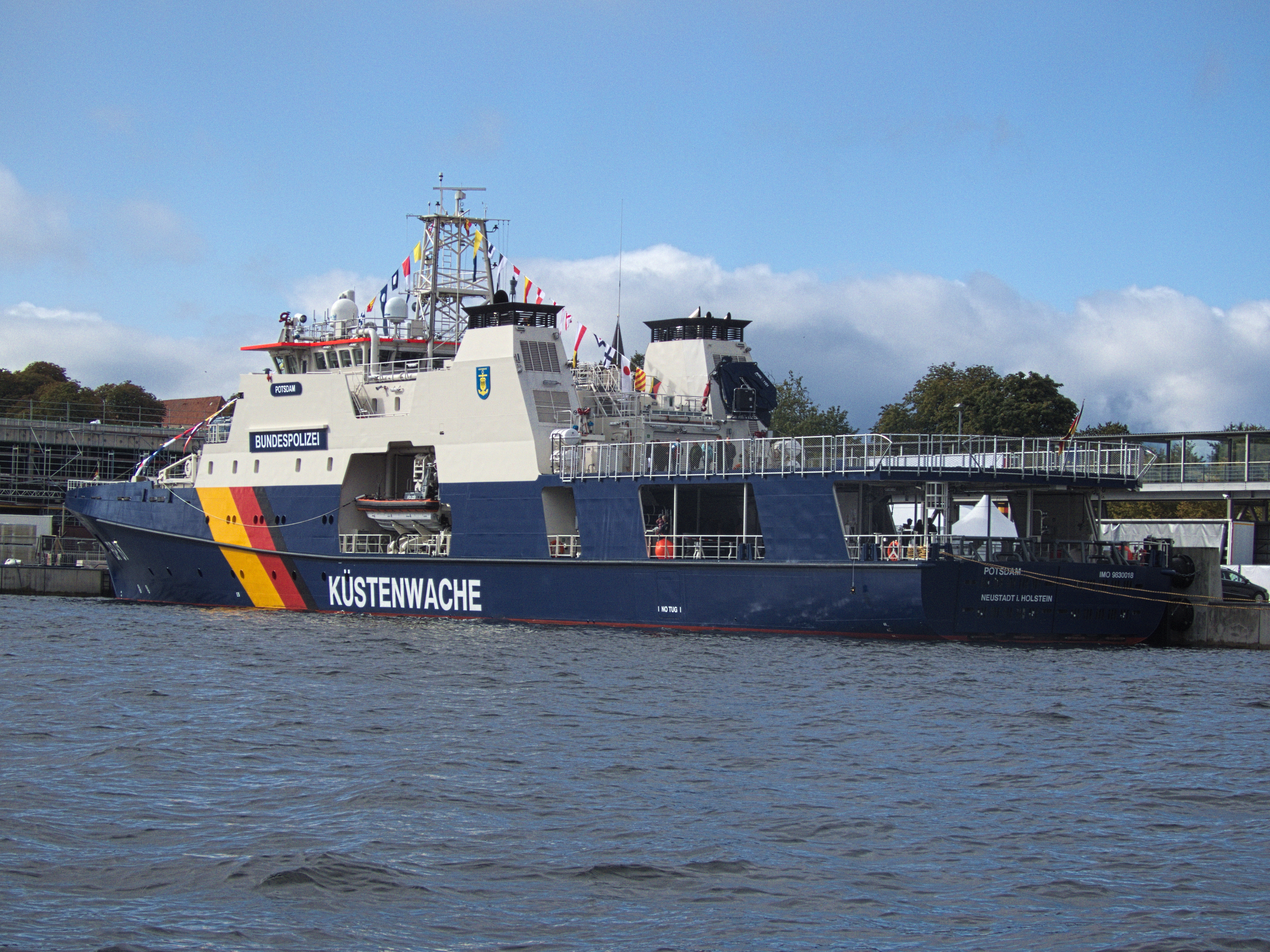
سفينة دورية بحرية كبيرة جديدة BP 81 من فئة بوتسدام.

- وحدات الاعتقال BFE + (المختصرة من عبارة تأمين الأدلة والقبض على المشتبه بهم ) هي قسم متخصص من وحدات الاعتقال التابعة للشرطة الاتحادية، للرد السريع على الهجمات الإرهابية. الوحدات التي قاتلت لاحقًا في عام 2015 بعد هجمات شارلي إبدو Charlie Hebdo في فرنسا، بسبب الاستجابة بشكل أسرع وبقوة نيران أعلى على الهجمات الإرهابية الضخمة. وحدات الاعتقال BFE + هي وحدة لامركزية وتعمل كمستجيب أولي حتى وصول مجموعة مكافحة الإرهاب GSG 9 الأكثر تخصصًا ومركزية إلى مكان الحادث. من المحتمل أن تكون المعدات الشخصية هي نفسها التي يحملها ضباط فرقة العمل الخاصة SEK وهي البندقية الهجومية إتش آند كيه جي 36 (HK G36 ).

- مجموعة مكافحة الإرهاب GSG 9 تابعة مباشرة للمقر الرئيسي للشرطة الاتحادية.
- مركز المعلومات والاتصالات في الشرطة الاتحادية هو الآن قسم من المقر الرئيسي للشرطة الاتحادية في بوتسدام.
- تخضع معظم الوحدات الخاصة في الشرطة الاتحادية للقيادة الموحدة لمديرية الشرطة الاتحادية 11 .

- تعد مراكز شرطة المياه التي تضم 16 سفينة دورية [6] وطائرات هليكوبتر جزءًا من خفر السواحل الاتحادي الألماني ويتم تخصيصها لمحطات الشرطة الاتحادية الساحلية. تشمل المراكب المائية ست سفن دورية بحرية (على سبيل المثال سفينة دورية من فئة باد برامستات، وفئة بوتسدام الكبيرة) بالإضافة إلى عدد من السفن السريعة على الشاطئ وزورق قطر واحد. [6]

## تاريخيا

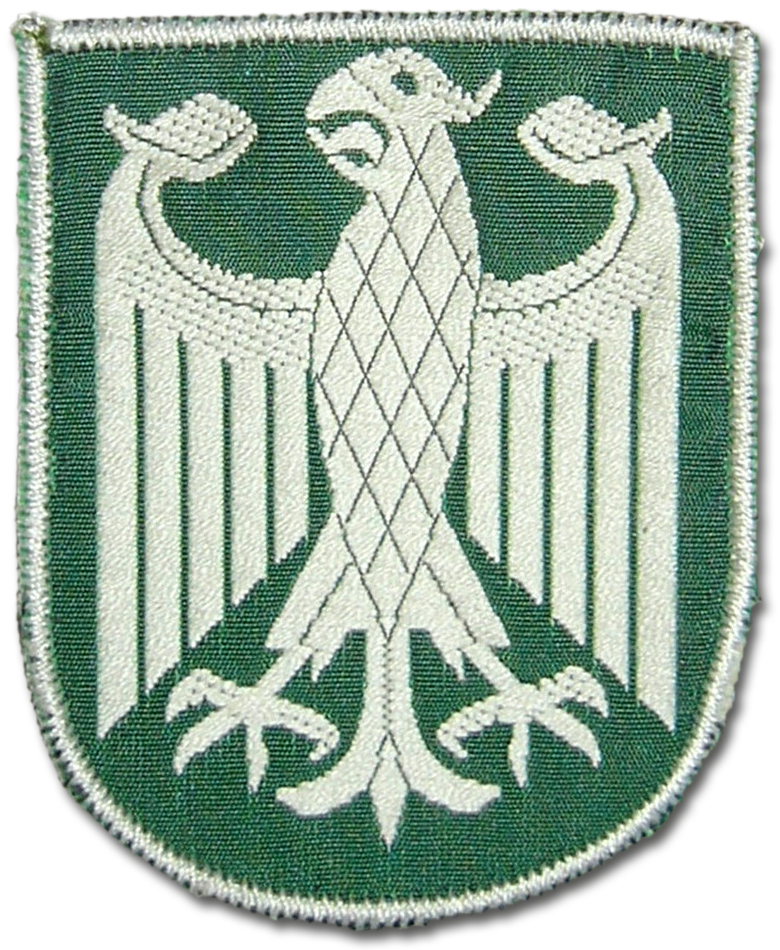
شعار قوة حماية الحدود الاتحادية (1952-1976)

في عام 1951 ، أنشأت حكومة ألمانيا الغربية حرس الحدود الاتحادي الألماني (BGS) وكانت تتألف من 10000 رجل تحت سلطة وزارة الداخلية الاتحادية. حلت القوة محل المنظمات العسكرية المتحالفة مثل الشرطة الأمريكية التي كانت تقوم بدوريات على حدود ألمانيا الغربية. تم وصف قوة حماية الحدود الاتحادية على أنها قوة شرطة متنقلة ومسلحة تسليحًا خفيفًا لأمن الحدود والداخلية على الرغم من المخاوف من أنها ستكون نواة لجيش ألماني جديد. عندما أنشأت ألمانيا الغربية الجيش الألماني (البوندسفير)، تم منح أفراد قوة حماية الحدود الاتحادية خيار البقاء في قوة حماية الحدود الاتحادية أو الانضمام إلى الجيش. قرر معظمهم الانضمام إلى الجيش.
في عام 1953 ، سيطرت قوة حماية الحدود الاتحادية على خدمة مراقبة الجوازات الألمانية. في عام 1972 ، سن البرلمان خدمة حرس الحدود الإجبارية ، والتي - من الناحية النظرية - لا تزال سارية، لكنها معلقة، على غرار التجنيد الإجباري في الجيش الألماني (البوندسفير).   في عام 1976 ، حلت درجات شرطة الولاية محل هيكل الرتب العسكرية وتم تعديل تدريب قوة حماية الحدود الاتحادية لتتناسب بشكل وثيق مع قوات شرطة الولاية. تم إعادة هيكلة شرطة السكك الحديدية الألمانية الغربية، التي كانت قوة مستقلة سابقًا، وشرطة النقل الألمانية الشرقية لتصبحان تحت قوة حماية الحدود الاتحادية في عام 1990.
في يوليو 2005، تم إعادة تسمية قوة حماية الحدود الاتحادية BGS باسم الشرطة الاتحادية (BPOL) ليعكس تحولها إلى وكالة الشرطة الاتحادية متعددة الأوجه. شمل التغيير أيضًا التحول إلى الزي ذو اللون الأزرق لكل من اللباس والمركبات وطائرات الهليكوبتر. استعرضت وزارة الداخلية الألمانية هيكل الشرطة الاتحادية في عام 2007 وفي مارس 2008 جعلت الهيكل أكثر رشاقة لإخراج المزيد من الضباط من المكاتب والقيام بالدوريات.

## المركبات

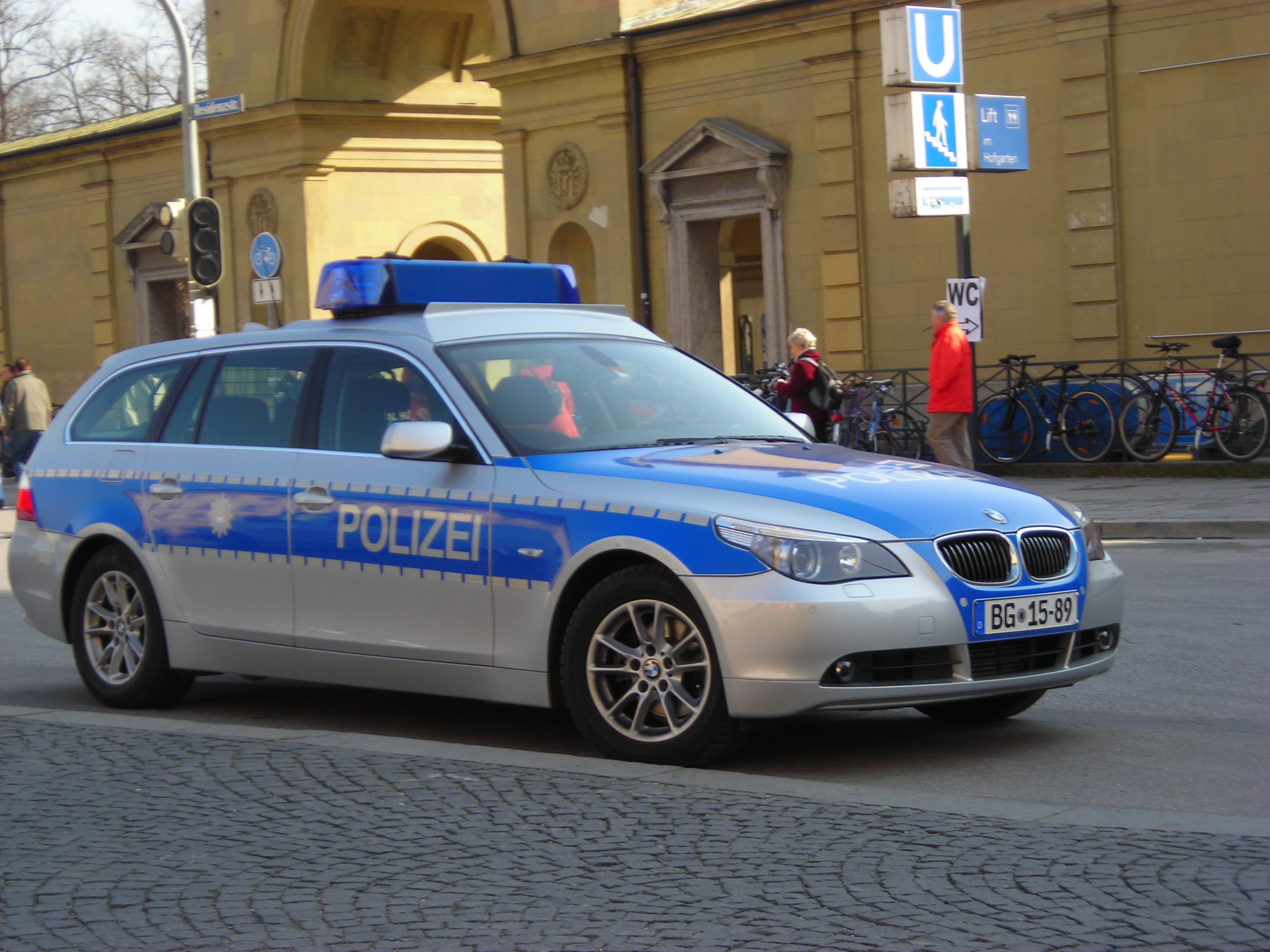
سيارة دورية قياسية من BMW

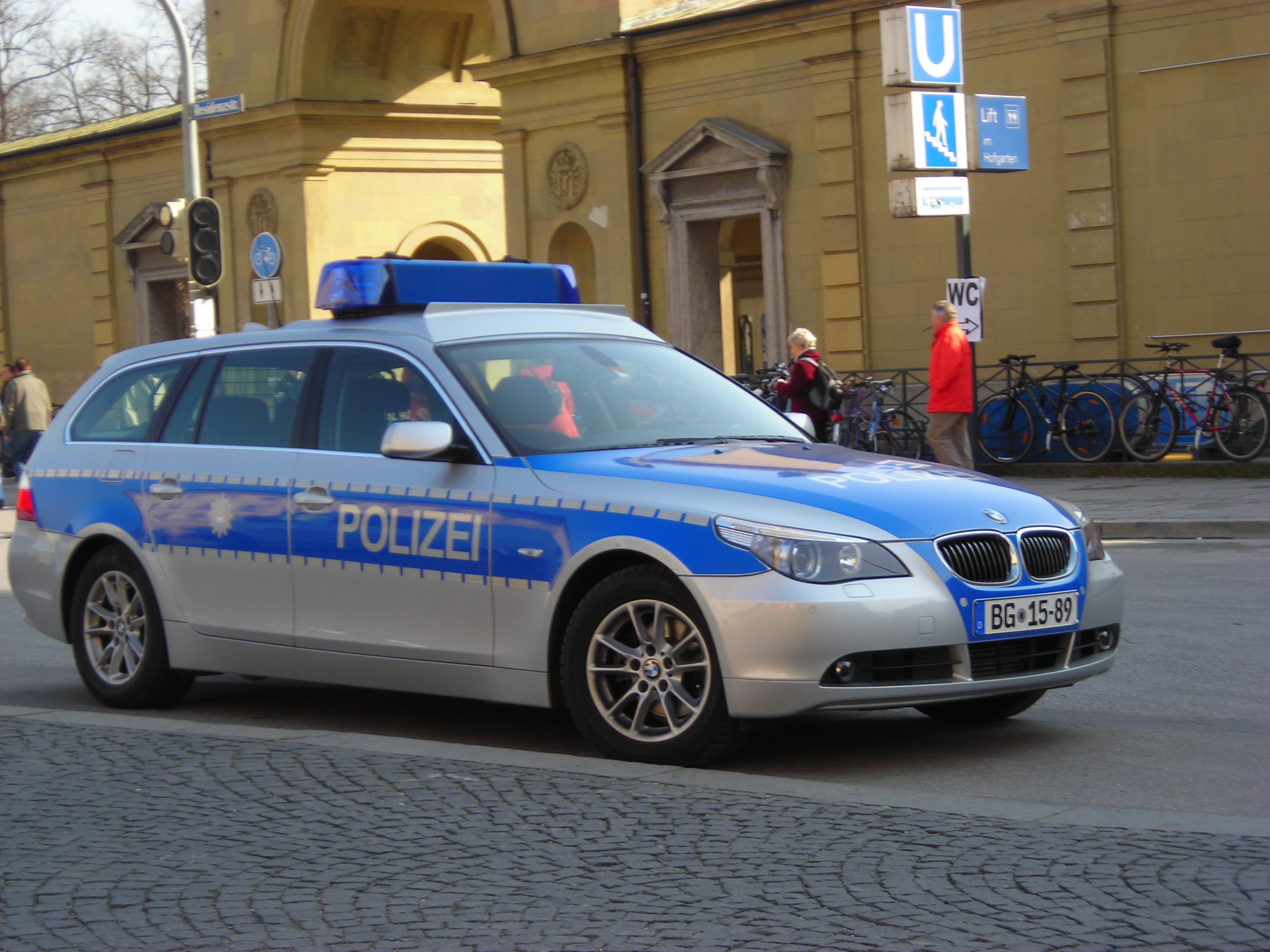
سيارة دورية قياسية من BMW

مركبات الشرطة الاتحادية لها لوحات أرقام تعتمد على نظام BP XX-YYY. إن الرمز BP يشير إلى الشرطة الاتحادية. قد لا تزال المركبات القديمة تحمل لوحات وة حماية الحدود الاتحادية BGS.
إن الرمز XX هو عبارة عن رقم من 10 إلى 55 يشير إلى نوع السيارة:
- 12-10: دراجة نارية
- 19-15: سيارة
- 24-20: سيارة دفع رباعي
- 29-25: سيارة
- 39-30: مركبة متوسطة الدفع الرباعي
- 49-40: الشاحنات والحافلات
- 54-50: سيارات مصفحة.
- 55: المقطورات

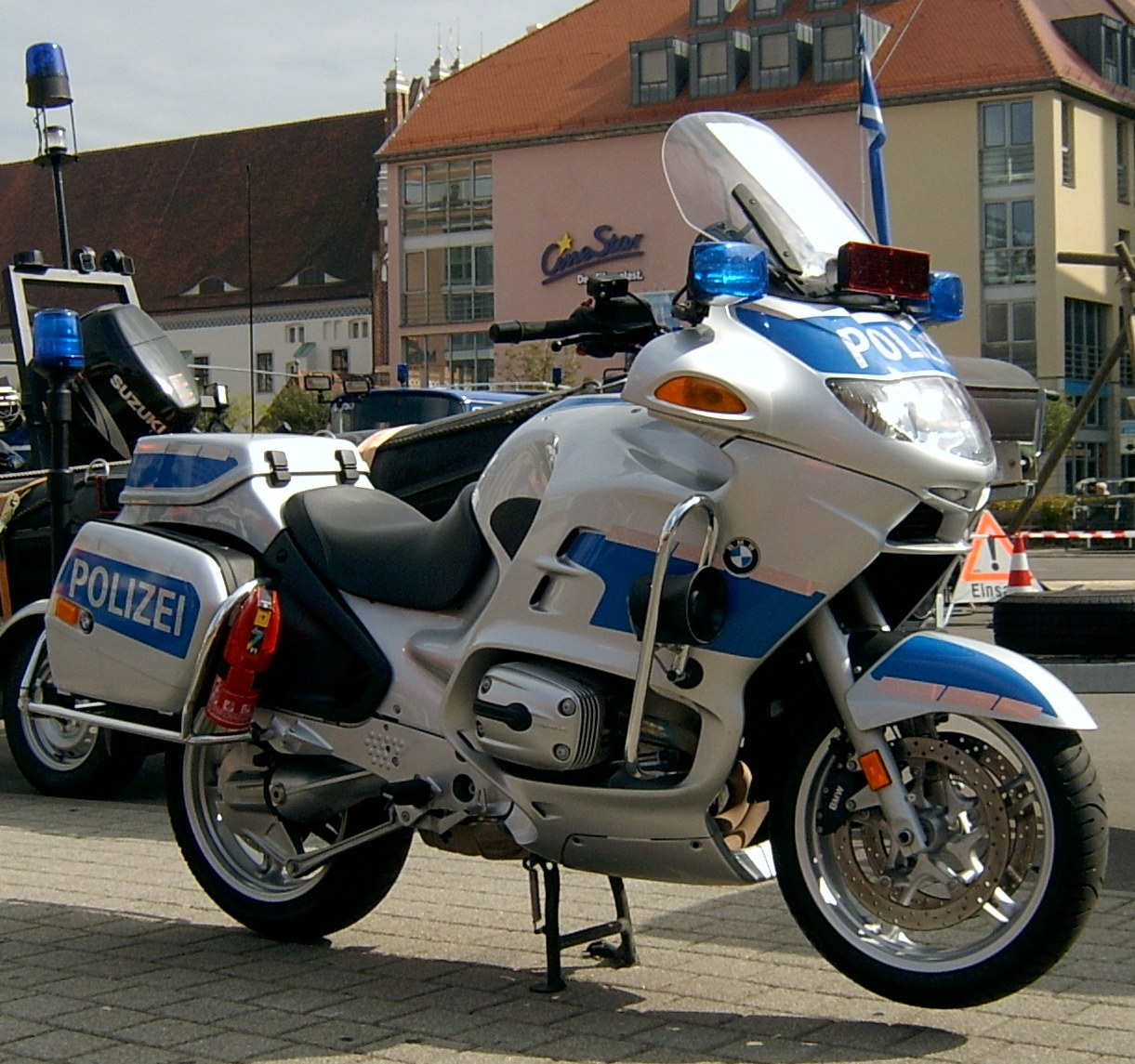
دراجة نارية بي إم دبليو من طراز R 1150 RT

إن الرمز YYY هو مزيج من ثلاثة أرقام بحد أقصى.
إن الشرطة الاتحادية فضلت، وفي بعض الحالات لا تزال تفضل (حيث لا يزال النموذج قيد الإنتاج) ، الأنواع التالية من السيارات:
- سيارات بي إم دبليو الفئة الخامسة وتشمل عربات سيدان وستيشن
- سيارات فولكس فاجن باسات سيدان وعربات ستيشن فاريانت
- سيارات فولكس فاجن جولف
- شاحنات فولكس فاجن ترانسبورتر

## التسليح
هذه بعض الأسلحة التي تستخدمها الشرطة الاتحادية:
- البندقية الهجومية إتش آند كيه جي 36 (H&K G36)
- البندقية نصف الآلية إم بي 5 (H&K MP5)
- المسدس تش آند كيه بي 30 (H&K P30).

## جرد الطائرات

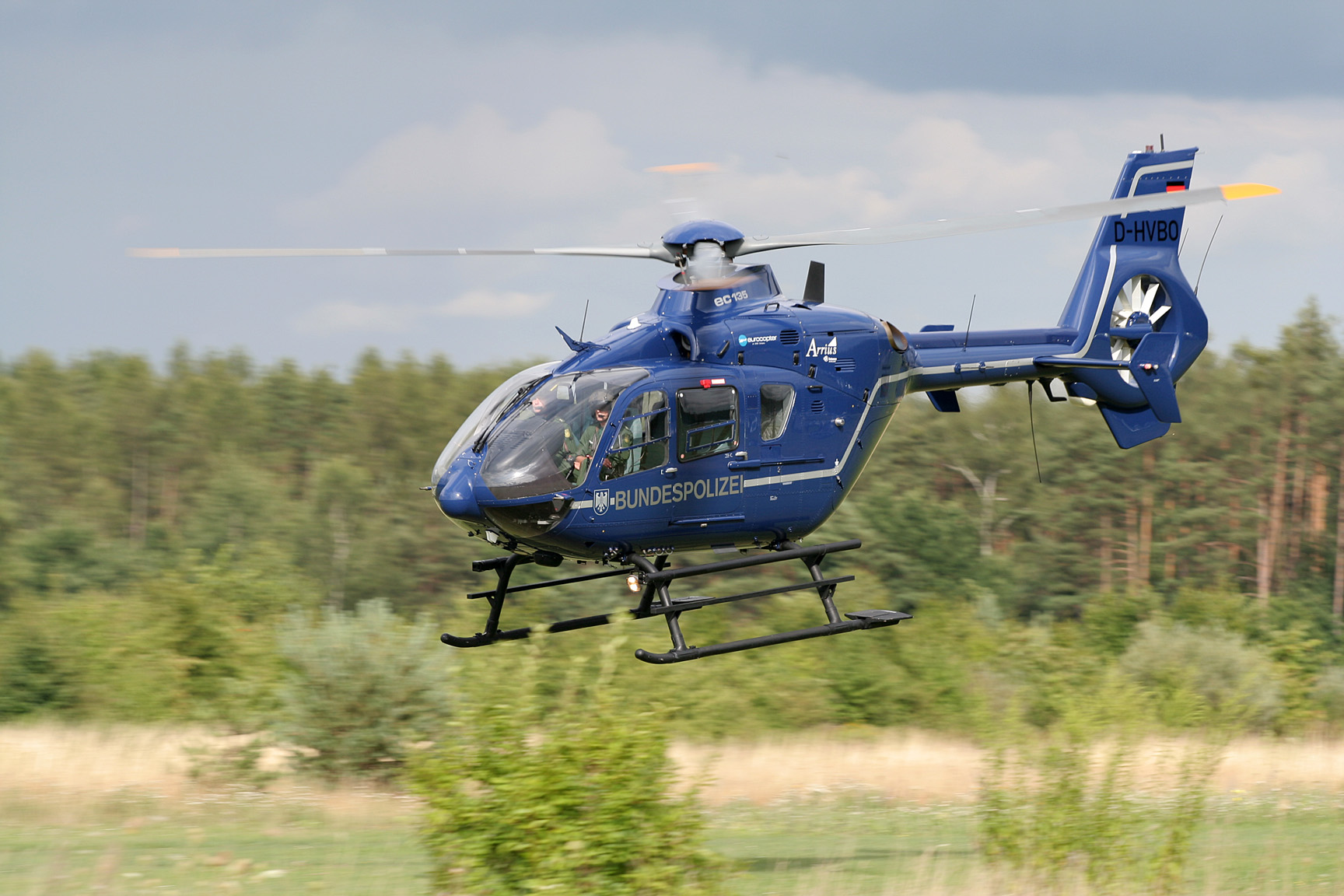
طائرة هيلوكوبتر يوروكوبتر إي سي 135التابعة للشرطة الاتحادية بالزي الجديد

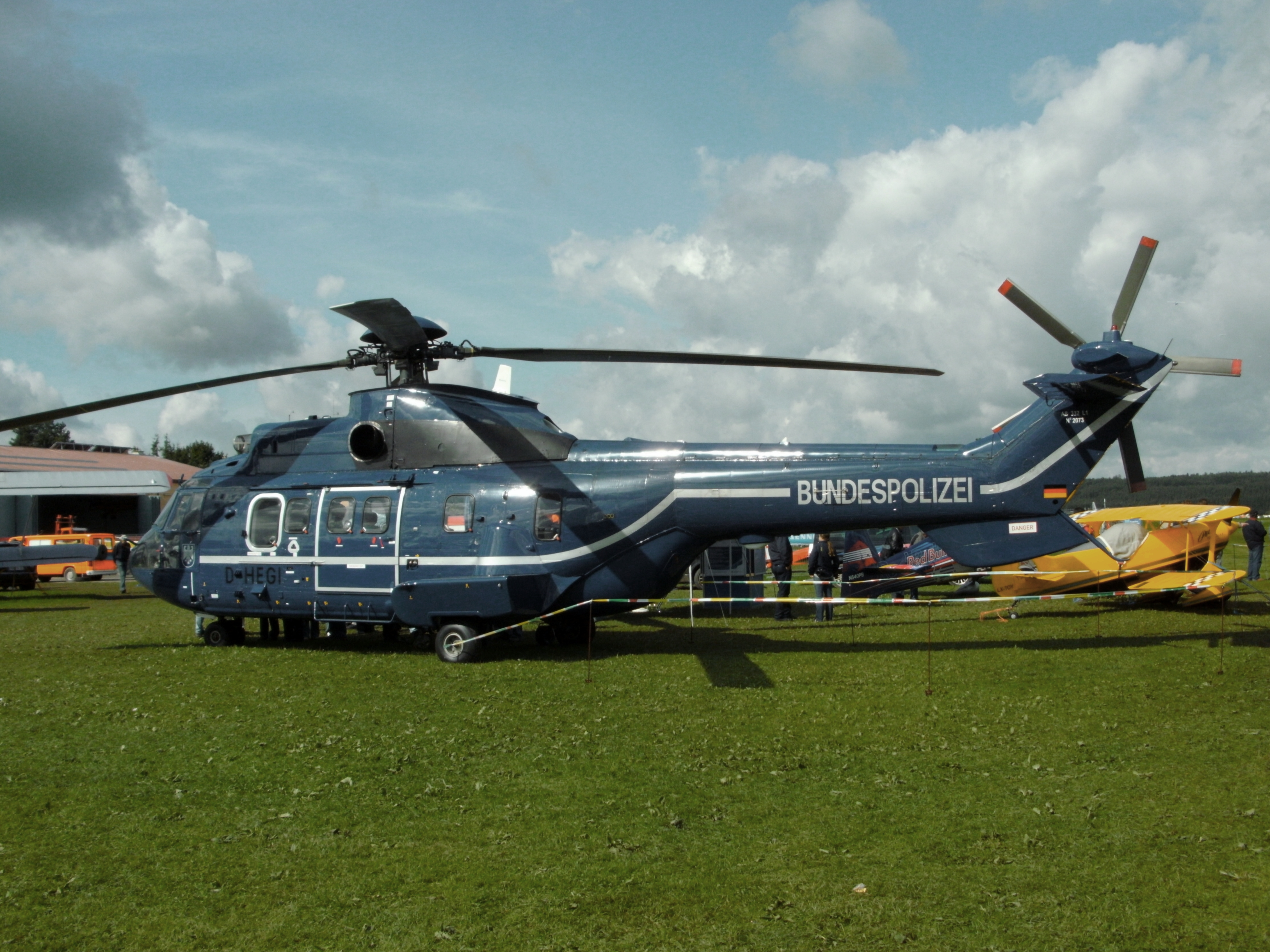
طائرة الهيلوكوبتر التابعة للشرطة الاتحادية يوروكوبتر سوبر بوما

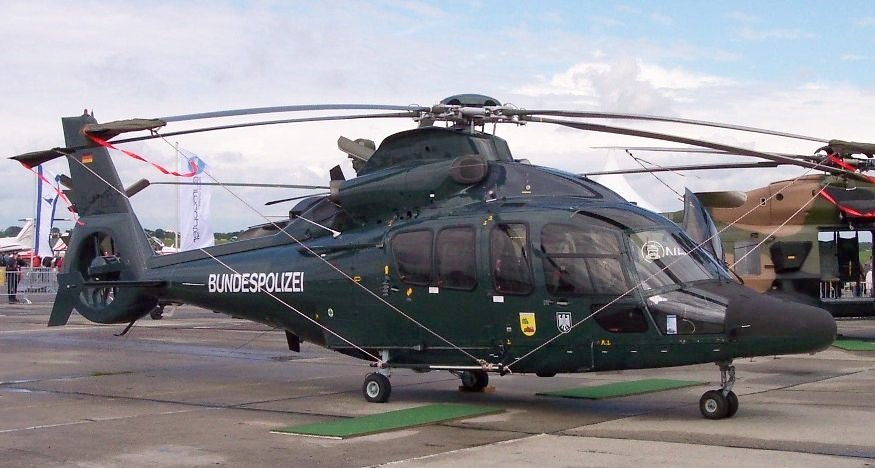
طائرة الهيلوكوبتر التابعة للشرطة الاتحادية يوروكوبتر إي سي 155

إن الشرطة الاتحادية الآن قد تم تخفيضها إلى ثلاثة أنماط لرحل الطيران المريحة لطائرات الهيلوكبتر البالغ عددها 94 طائرة هليكوبتر. إن هذا هو أكبر أسطول طائرات هليكوبتر مدنية في ألمانيا. 
| الطائرات            | نوع              | إصدارات   | في الخدمة | ملاحظات                                                                                               |
| ------------------- | ---------------- | --------- | --------- | --- |
| يوروكوبتر EC-120    | هليكوبتر تدريب   | EC 120    | 8         | استبدلت الهليكوبتر إيروسباسيال ألويت 2 في دور التدريب                                                 |
| يوروكوبتر سوبر بوما | هليكوبتر النقل   | AS 332 L1 | 22        | يوجد 3 وحدات منها قيد الطلب                                                                           |
| يوروكوبتر EC 135    | هليكوبتر للخدمات | EC 135    | 42        | استبدلت الهيلوكوبتر إيروسباسيال ألويت 2 والهيلوكوبتر Bell UH-1D في دور الاتصال والاخلاء الطبي MEDEVAC |
| يوروكوبتر EC 155    | هليكوبتر النقل   | EC 155 B  | 19        | |

### الطائرات السابقة
| الطائرات            | النوع                     | الإصدارات       | في الخدمة | ملاحظات                                                                           |
| ------------------- | ------------------------- | --------------- | --------- | --------------------------------------------------------------------------------- |
| إيروسباسيال ألويت 2 | هليكوبتر للتدريب والخدمات | SA 318C         | -         | غادرت آخر طائرة هيلوكوبتر ألويت الأسطول في عام 2007                               |
| ايروسباسيال بوما    | هليكوبتر النقل            | SA 330          | -         | غادرت آخر طائرة هيلوكوبتر من طراز بوما الأسطول في عام 2008 ، وحل محلها سوبر بوماس |
| MBB Bo 105          | مروحية انقاذ              | بو 105 سي بي اس | -         | تم استبدالها بطائرة الهيلوكوبتر Eurocopter EC-135 T2i                             |

## دعم K-9
يتم استخدام ما يقرب من 500 كلب عامل في الشرطة الاتحادية في الوقت الحاضر. معظم الكلاب هم من فصيلة كلب الراعي الألماني. تُستخدم سلالات الكلاب الأخرى أيضًا مثل كلب الراعي البلجيكي (مالينوي) ، و كلب الراعي الهولندي ، كلب المؤشر سلكي الشعر الألماني ، وكلب شناوتسر العملاق وكلب روت وايلر. إنهم يرافقون العنصر المسؤول عنها في مهام يومية في مرافق السكك الحديدية أو في المطارات أو على الحدود أو في الأمن المادي. تعيش معظم الكلاب العاملة مع عائلات العناصر المسؤولين عنها. يتم إجراء التدريب الأساسي والمتقدم تحت إشراف أكاديمية الشرطة الاتحادية في مدارس الكلاب التابعة للشرطة الاتحادية في بليكيده (ساكسونيا السفلى) ونوينديتيلسآو (بافاريا) حيث يتم تدريب الكلاب والمدربين من خلال كلاب دورية ودورات الكشف عن المتفجرات.

## الدرجات والرتب

### صفوف المبتدئين (ميتلر دينستMittlerer Dienst)
| المرتبة باللغة الألمانية | معناها وترجمتها العربية                            | شارات الترتيب | الرتبة المعادلة في الجيش الألماني البوندسفير |
| --- | -------------------------------------------------- | ------------- | -------------------------------------------- |
| Polizeimeisteranwärter اختصارا (PMA) | شرطي تحت الاختبار                                  |               |                                              |
| Grenzpolizeiliche Unterstützungskraft اختصارا (GUK) Bundespolizeiliche Unterstützungskraft اختصارا (BUK) Polizeivollzugsangestellter اختصارا (PVA) | ضابط دعم الحدود ضابط دعم اتحادي موظف دعم التصحيحات |               | فيلدويبيل                                    |
| Polizeimeister اختصارا (PM) | شرطي (الراتب A7)                                   |               | أوبرفيلدفيبل                                 |
| Polizeiobermeister اختصارا (POM) | كبير ضباط الشرطة (الراتب A8)                       |               | هاوبتفيلدڤيبل                                |
| Polizeihauptmeister اختصارا (PHM) | رقيب شرطة (أجر الدرجة A9)                          |               | شتابسفيلدفيبل                                |
| Polizeihauptmeister mit Amtszulage اختصارا (PHMmZ)                                                                                                 | رقيب أركان شرطة (أجر الدرجة A9 مع الزيادة)         |               | أوبرشتابفيلدفيبل                             |

الرتب العليا (غيهوبنر دينست Gehobener Dienst )
| المرتبة باللغة الألمانية                    | معناها وترجمتها العربية        | شارات الترتيب | الرتبة المعادلة في الجيش الألماني البوندسفير |
| ------------------------------------------- | ------------------------------ | ------------- | -------------------------------------------- |
| Polizeikommissaranwärter اختصارا (PKA)      | مفتش تحت الاختبار              |               |                                              |
| Polizeikommissar اختصارا (PK)               | مفتش مبتدئ (أجر الدرجة A9)     |               | ليوتنانت (ملازم )                            |
| Polizeioberkommissar اختصارا (POK)          | مفتش (أجر الدرجة A10)          |               | أوبر لوتنانت (ملازم أول )                    |
| Polizeihauptkommissar A 11 اختصارا (PHK)    | المفتش الثاني (أجر الدرجة A11) |               | هاوبتمان                                     |
| Polizeihauptkommissar A 12 اختصارا (PHK)    | المفتش الأول (أجر الدرجة A12)  |               | هاوبتمان                                     |
| Erster Polizeihauptkommissar اختصارا (EPHK) | كبير المفتشين (أجر الدرجة A13) |               | شتاوب هاوبتمان                               |

صفوف القيادة ( هوهيرر دينست Höherer Dienst)
| المرتبة باللغة الألمانية                                                                      | معناها وترجمتها العربية                                                                                 | شارات الترتيب | الرتبة المعادلة في الجيش الألماني البوندسفير |
| --------------------------------------------------------------------------------------------- | --- | ------------- | -------------------------------------------- |
| Polizeiratanwärter اختصارا (PRA)                                                              | مشرف تحت الاختبار                                                                                       |               |                                              |
| Polizeirat اختصارا (PR)                                                                       | المشرف (أجر الدرجة A13)                                                                                 |               | ميجور (رائد)                                 |
| بوليزيوبيرات اختصارا (POR)                                                                    | الرئيس المشرف (أجر الدرجة A14)                                                                          |               | أوبرسلوبمينت                                 |
| Polizeidirektor اختصارا (PD)                                                                  | كبير المشرفين (أجر الدرجة A15)                                                                          |               | أوبرسلوبمينت                                 |
| Leitender Polizeidirektor اختصارا (LtdPD)                                                     | نائب المدير (أجر الدرجة A16)                                                                            |               | اوبرست                                       |
| Direktor in der Bundespolizei مشابه لـ (als Abteilungsleiter im Bundespolizeipräsidium)       | مدير في الشرطة الاتحادية وهو مشابه لـ (رئيس قسم في قيادة الشرطة الاتحادية)(أجر الدرجة B3)               |               | بريغاديغينه (العميد)                         |
| Präsident der Bundespolizeiakademie                                                           | رئيس أكاديمية الشرطة الاتحادية (أجر الدرجة B4)                                                          |               | بريغاديغينه (العميد)                         |
| Präsident einer Bundespolizeidirektion                                                        | رئيس قسم الشرطة (دفع الدرجات من B3 إلى B6)                                                              |               | جنرال مايجور                                 |
| Präsident der Bundespolizeidirektion Sankt Augustin Vizepräsident beim Bundespolizeipräsidium | رئيس قسم الشرطة سانكت أوجستين (أجر الدرجة B5) نائب رئيس المكتب المركزي للشرطة الاتحادية (أجر الدرجة B6) |               | جنرال لوتنانت                                |
| Präsident des Bundespolizeipräsidiums                                                         | رئيس المكتب المركزي للشرطة الاتحادية (أجر الدرجة B9)                                                    |               | جنرال (لواء)                                 |

## روابط خارجية
- الموقع الرسمي
- الصفحة الرئيسية Bundespolizei (باللغة الألمانية)
- كتيب معلومات عن البوندسبوليزي (باللغتين الألمانية والإنجليزية) تم التحديث الأخير في أغسطس 2005
- (باللغة الألمانية) - يمكنك مشاهدة Bundesgrenzschutz القديمة في الصور والأفلام التاريخية ويمكنك الاستماع إلى أغاني Bundesgrenzschutz
- بوت برقية الرسمية